# ديفيد داتونا
ديفيد داتونا (مواليد 10 فبراير 1974، تبليسي، جورجيا—24 مايو 2022) (بالجورجية: დეივიდ დათუნა)‏ فنان أمريكي من أصل جورجي عاش في مدينة نيويورك. وهو معروف بسلسلة (Viewpoint of Millions) التي تستكشف مصادر الهوية الثقافية ومعانيها من كل زاوية نظر.
عُرضت أعمال داتونا في كل من أوروبا وروسيا والصين والولايات المتحدة.

## الفنّان الجائع
في 7 ديسمبر 2019، تناول ديفيد داتونا موزة كانت ملصقة على الجدار، في إطار عمل فني للإيطالي موريزيو كاتيلان بيع بمبلغ 120 ألف دولار في معرض آرت بازل في ميامي. وقال داتونا إنه يحترم عمل ماوريستيو كاتيلان المعروف خصوصًا بصنعه مرحاض أمريكا من الذهب بعيار 18 قيراطًا، وهو عمل سُرق في سبتمبر 2019 من قصر بلاينهايم.
وأقر ديفيد داتونا بأن الدعاية التي نالها بفعل هذه الخطوة في ميامي أمر إيجابي، رغم تأكيده أنه لم يكن في حاجة إليها، فهو أقام معرضًا في «ناشونال بورتريت غاليري» في واشنطن، ودشن مساحة للعرض في حي لونغ أيلاند سيتي في نيويورك، كما أن ما فعله ليس أول «ضربة» فنية يقوم بها، إذ سبقتها خطوات أخرى خصوصًا لانتقاد الرئيس الأميركي دونالد ترامب.